# 手紙 (TOKIOの曲)
『手紙』（てがみ）は、TOKIOの楽曲で、47枚目のシングル。2013年3月20日にJ Stormから発売された。

## 解説
前作『リリック』から2か月連続でリリースされたシングルで、表題曲の「手紙」は、国分太一が主演を務めた映画『だいじょうぶ3組』主題歌となっている。また、『リリック』の制作を機に、次作の『ホントんとこ/Future』からカップリング曲を含む全収録曲をメンバーのみで製作する方向性になったことを、のちに『月刊ソングス』2014年8月号で表明したため、TOKIOとしては提供曲による最後のシングルである。
初回限定盤と通常盤の2形態でリリースされており、初回限定盤には表題曲の「手紙」のビデオクリップが収録されたDVDが付属。通常盤のCDには、カップリング曲の「To be」と「夕灼けの街」が収録されている。
作詞を担当したYUKIによるデモ音源（セルフカバー）が、5年後の2018年1月31日にリリースされたベスト・アルバム『すてきな15才』に収録された。

## 収録曲

### CD
※は通常盤のみ収録。
1. 手紙
作詞：YUKI、作曲：蔦谷好位置、編曲：野間康介
  - 映画「だいじょうぶ3組」主題歌
2. To be ※
作詞：上田起士、作曲：Erik Lidbom、編曲：大西省吾
3. 夕灼けの街 ※
作詞・作曲：黒田晃太郎、編曲：山原一浩
4. 手紙（Backing Track）

### DVD（初回限定盤のみ）
1. 手紙（Video Clip）